# HTTPU
HTTPU协议是指在UDP基础上实现的通常在TCP上传送的HTTP协议。HTTPU协议被主要运用在UPnP协议，特别是UPnP协议簇中的SSDP协议。但至今尚未被列入RFC之中，只是一項自1999年至今，實驗中的技術。

## 外部連結
- Multicast and Unicast UDP HTTP Messages - 互聯網草案